# スキアーヴィ・ディ・アブルッツォ
スキアーヴィ・ディ・アブルッツォ（イタリア語: Schiavi di Abruzzo）は、イタリア共和国アブルッツォ州キエーティ県にある、人口約800人の基礎自治体（コムーネ）。

## 地理

### 位置・広がり

#### 隣接コムーネ
隣接するコムーネは以下の通り。
- アニョーネ (IS)
- ベルモンテ・デル・サンニオ (IS)
- カステルグイドーネ
- カスティリオーネ・メッセール・マリーノ
- ポッジョ・サンニータ (IS)
- サルチート (CB)
- トリヴェント (CB)

## 行政

### 分離集落
スキアーヴィ・ディ・アブルッツォには、以下の分離集落（フラツィオーネ）がある。
- Badia, Cannavina, Casali, Cupello, Salce, San Martino, Taverna, Valli, Valloni